# NGC 3110
NGC 3110 est une galaxie spirale barrée située dans la constellation du Sextant.

## Histoire
NGC 3110 a été découverte par l'astronome germano-britannique William Herschel en 1785, mais cette observation apparait au catalogue NGC sous la désignation NGC 3122. Cette galaxie a aussi été observée par l'astronome français Édouard Stephan le 17 février 1884 et c'est cette observation qui a été inscrite au catalogue NGC sous la désignation NGC 3110. Enfin, l'astronome américain Ormond Stone a lui aussi observé cette galaxie le 31 décembre 1885 et cette observation a été inscrite au catalogue NGC sous la désignation NGC 3518.

## Caractéristiques
Sa vitesse par rapport au fond diffus cosmologique est de 5 409 ± 26 km/s, ce qui correspond à une distance de Hubble de 79,8 ± 3,4 Mpc (∼260 millions d'al).
NGC 3110 présente une large raie HI et c'est une galaxie lumineuse dans l'infrarouge (LIRG). Elle renferme également des régions d'hydrogène ionisé. La luminosité de la galaxie NGC 3110 dans l'infrarouge lointain (de 40 à 400 µm)  est égale à 1,62 × 1011 {\displaystyle L_{\odot }} (1011,21{\displaystyle L_{\odot }}) et sa luminosité totale dans l'infrarouge (de 8 à 1 000 µm) est de 2,04 × 1011 {\displaystyle L_{\odot }} (1011,31{\displaystyle L_{\odot }}).
À ce jour, trois mesures non basées sur le décalage vers le rouge (redshift) donnent une distance de 54,300 ± 1,375 Mpc (∼177 millions d'al), ce qui est à l'extérieur des valeurs de la distance de Hubble. Notons cependant que c'est avec la valeur moyenne des mesures indépendantes, lorsqu'elles existent, que la base de données NASA/IPAC calcule le diamètre d'une galaxie et qu'en conséquence le diamètre de NGC 3110 pourrait être d'environ 35,9 kpc (∼117 000 al) si on utilisait la distance de Hubble pour le calculer.